# Wincent Weiss
Wincent Weiss (Bad Oldesloe, 21 de enero de 1993), es un cantante alemán, que fue conocido por primera vez por participar en Deutschland sucht den Superstar en 2013.

## Carrera

### 2013–2017:Irgendwas gegen die Stille
En 2013, participó en la décima temporada del concurso de talentos alemán Deutschland sucht den Superstar, la adaptación alemana de la franquicia Idol. Después de una audición, se convirtió en uno de los 29 mejores concursantes, pero no pudo asistir a las presentaciones en vivo. En 2015, el dúo de DJ alemán Gestört aber GeiL y Koby Funk produjeron un remix de su canción «Unter meiner Haut», una versión acústica de la canción del mismo título de Elif Demirezer que Weiss había subido previamente a YouTube. La canción alcanzó el puesto número seis en la lista de sencillos de Alemani, y obtuvo una certificación de platino por la Bundesverband Musikindustrie (BVMI).
Antes de recibir su primer contrato discográfico, fue mesero y modelo. Ha sido representado por Tune Models en Colonia. Durante la semana de la moda para la temporada primavera/verano 2016, caminó como exclusivo para la ropa masculina de Versace.
Su primer sencillo en solitario «Regenbogen», se lanzó el mismo año, pero no llegó a las listas. En 2016, lanzó el sencillo «Musik sein», alcanzó uno de los diez primeros éxitos en Austria y Suiza. Su sucesor «Feuerwerk», lanzado en 2017, entró en el top 30 en Alemania y Suiza y precedió a su primer álbum de estudio Irgendwas gegen die Stille, lanzado en abril de 2017. Alcanzó el número tres en Alemania y el número cuatro en Suiza, y finalmente se convirtió en platino en ambos países. A finales de ese año se lanzó una reedición del álbum. En mayo de 2017, Weiss fue miembro del jurado de Alemania en la edición 62.ª del Festival de la Canción de Eurovisión 2017  en Kiev, Ucrania. En noviembre, recibió el premio MTV Europe Music Award al mejor artista de Alemania.

### 2018–presente:Irgendwie anders

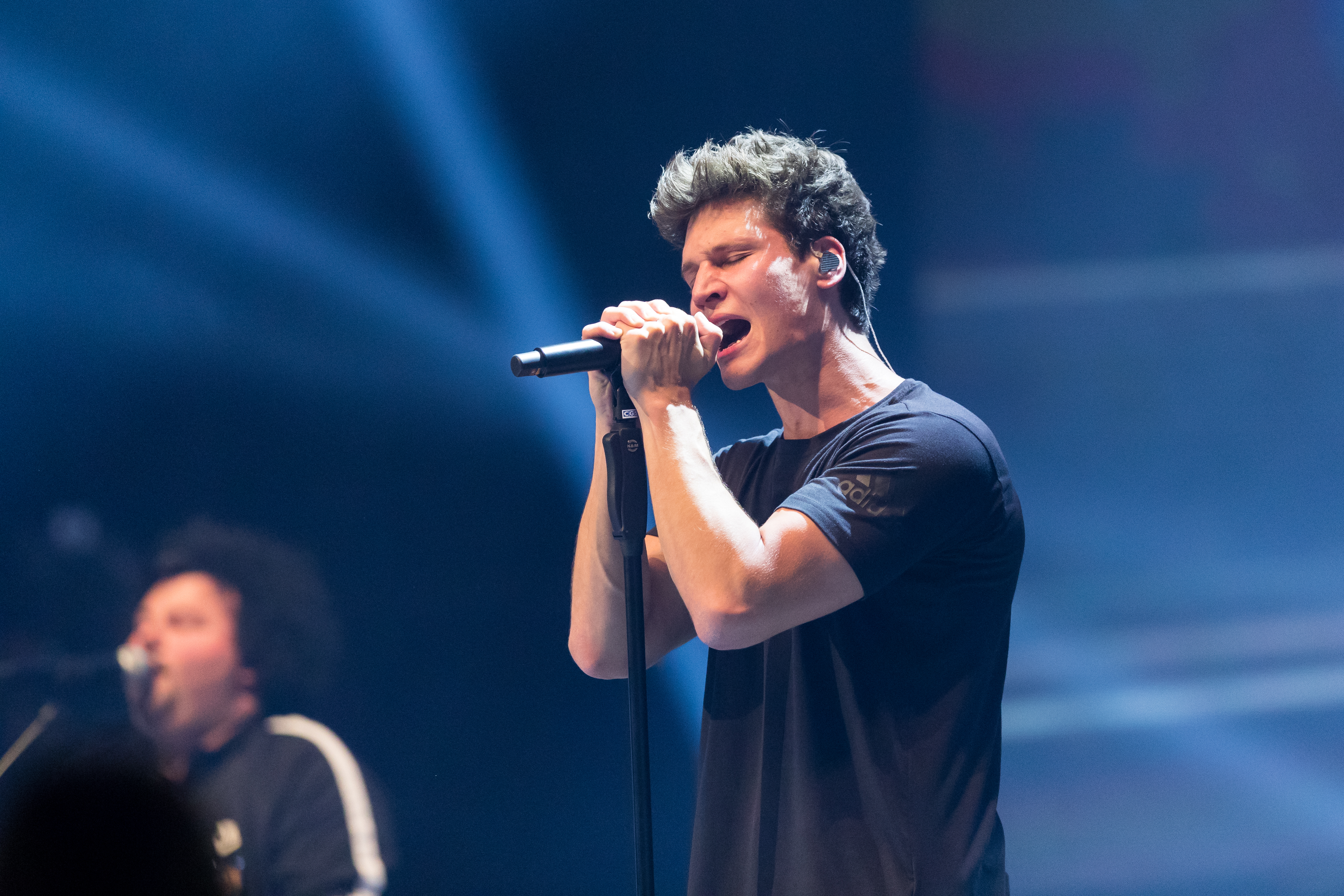
Weiss en Jahre Radio Regenbogen en Mannheim en 2018.

En abril de 2018, Weiss ganó el premio Echo en la categoría de principiante alemán. También fue nominado para Artista Pop Nacional. El mismo mes, lanzó su sencillo «An Wunder», el sencillo principal de su segundo álbum Irgendwie anders. Alcanzó el top 20 de la lista de sencillos de Alemania y se certificó con disco de oro en Alemania. También ese año, prestó su voz al personaje principal en una película familiar de fantasía animada alemana Tabaluga, basada en la franquicia de medios del mismo nombre creada por el músico Peter Maffay. Irgendwie andersfue lanzado en marzo de 2019, alcanzó el puesto número dos en Alemania y Suiza. Al igual que con «An Wunder», fue certificado oro por la BVMI y produjo cinco sencillos más, incluido «Hier mit dir». El mismo año, participó en la sexta temporada del reality show alemán Sing meinen Song - Das Tauschkonzert, la adaptación alemana de la franquicia The Best Singers.
En 2020, Weiss lanzó el sencillo inédito «Sag so», una colaboración con Achtabahn. El 20 de junio de 2020, ofreció el primer concierto bajo techo en el Lanxess-Arena de Colonia desde el comienzo de la pandemia Covid-19, para el que se permitieron 900 oyentes. El 15 de noviembre de 2020, la emisora Sat.1 anunció que Weiss aparecería como entrenador en la novena temporada de The Voice Kids.

## Filmografía

### Programas de televisión
| Año  | Título                                    | Nota        |
| ---- | ----------------------------------------- | ----------- |
| 2013 | Deutschland sucht den Superstar           | Concursante |
| 2017 | Festival de la Canción de Eurovisión 2017 | Jurado      |
| 2021 | The Voice Kids Germany                    | Jurado      |

## Discografía

### Álbumes de estudio
| Títulos                    | Detalles                                                                                                | Posiciones en las listas | Posiciones en las listas | Posiciones en las listas | Certificaciones                 |
| Títulos                    | Detalles                                                                                                | ALE                      | AUT                      | SUI                      | Certificaciones                 |
| -------------------------- | --- | ------------------------ | ------------------------ | ------------------------ | ------------------------------- |
| Irgendwas gegen die Stille | - Lanzamiento: 14 de abril de 2017 - Discográfica: Vertigo Berlin - Formato: CD, descarga digital       | 3                        | 14                       | 4                        | - BVMI: Platino - IFPI: Platino |
| Irgendwie anders           | - Lanzamiento: 29 de marzo de 2019 - Discográfica: Vertigo Berlin - Formato: CD, descarga digital       | 2                        | 8                        | 2                        | - BVMI: Oro                     |
| Vielleicht irgendwann      | - Lanzamiento: 7 de mayo de 2021 - Discográfica: Vertigo Berlin - Formato: CD, descarga digital, Boxset | 1                        | 1                        | 2                        |                                 |

### Sencillos

#### Como artista principal
| Año  | Sencillo                 | Posiciones en las listas | Posiciones en las listas | Posiciones en las listas | Certificaciones | Álbum                      |
| Año  | Sencillo                 | ALE                      | AUT                      | SUI                      | Certificaciones | Álbum                      |
| ---- | ------------------------ | ------------------------ | ------------------------ | ------------------------ | --------------- | -------------------------- |
| 2015 | «Regenbogen»             | —                        | —                        | —                        |                 | Irgendwas gegen die Stille |
| 2016 | «Musik sein»             | 27                       | 8                        | 10                       | - BVMI: Platino | Irgendwas gegen die Stille |
| 2017 | «Feuerwerk»              | 26                       | —                        | 28                       | - BVMI: Platino | Irgendwas gegen die Stille |
| 2017 | «Frische Luft»           | 79                       | —                        | —                        | - BVMI: Oro     | Irgendwas gegen die Stille |
| 2018 | «An Wunder»              | 12                       | 22                       | 7                        | - BVMI: Oro     | Irgendwie anders           |
| 2018 | «Hier mit dir»           | 60                       | —                        | 45                       |                 | Irgendwie anders           |
| 2019 | «Pläne"                  | 76                       | —                        | —                        |                 | Irgendwie anders           |
| 2019 | «Kaum erwarten"          | 51                       | —                        | 87                       |                 | Irgendwie anders           |
| 2019 | «Einmal im Leben»        | 60                       | —                        | 37                       |                 | Irgendwie anders           |
| 2019 | «Kein Lied»              | —                        | —                        | —                        |                 | Irgendwie anders           |
| 2020 | «So gut» (con Achtabahn) | —                        | —                        | —                        |                 | Sin álbum                  |
| 2021 | «Was habt ihr gedacht»   | —                        | —                        | —                        |                 | Sin álbum                  |
| 2021 | «Wie es mal war»         | 46                       | —                        | —                        |                 | Vielleicht irgendwann      |
| 2021 | «Wer wenn nicht wir»     | 12                       | —                        | 68                       |                 | Vielleicht irgendwann      |
| 2021 | «Wo die Liebe hinfällt»  | 69                       | —                        | —                        |                 | Vielleicht irgendwann      |

#### Como artista invitado
| Año                                                                   | Sencillo | Posiciones en las listas | Posiciones en las listas | Certificaciones | Álbum             |
| Año                                                                   | Sencillo | ALE                      | AUT                      | Certificaciones | Álbum             |
| --------------------------------------------------------------------- | -------- | ------------------------ | ------------------------ | --------------- | ----------------- |
| «Unter meiner Haut» (Gestört aber GeiL & Koby Funk con Wincent Weiss) | 2015     | 6                        | 25                       | - BVMI: 3× Oro  | Gestört aber GeiL |

#### Sencillos promocionales
| Año  | Sencillo                      | Posiciones en las listas | Álbum                      |
| Año  | Sencillo                      | ALE                      | Álbum                      |
| ---- | ----------------------------- | ------------------------ | -------------------------- |
| 2017 | «Nur ein Herzschlag entfernt» | 80                       | Irgendwas gegen die Stille |